# Weihermühle (Bechhofen)
Weihermühle ist ein Gemeindeteil des Marktes Bechhofen im Landkreis Ansbach (Mittelfranken, Bayern). Weihermühle liegt in der Gemarkung Kaudorf.

## Geografie
Unmittelbar südwestlich der Einöde befindet sich der Weihermühleweiher und der Krummweiher, der zum Badeweiher erschlossen wurde. Die Weiher werden vom Mühlgraben gespeist, einem rechten Zufluss der Wieseth. Im Süden grenzt das Pfaffenholz an. Dort erhebt sich auch der Geißbühl (ca. 452 m ü. NHN). Die Kreisstraße AN 54 führt nach Birkach (1,1 km östlich) bzw. nach Königshofen zur Staatsstraße 2220 (0,9 km nordwestlich).

## Geschichte
Weihermühle lag im Fraischbezirk des ansbachischen Oberamtes Wassertrüdingen. Gegen Ende des 18. Jahrhunderts bestand der Ort aus einem Anwesen. Grundherr war das Verwalteramt Waizendorf. Von 1797 bis 1808 unterstand der Ort dem Justiz- und Kammeramt Wassertrüdingen.
Infolge des Gemeindeedikts wurde Weihermühle dem 1809 gebildeten Steuerdistrikt und Ruralgemeinde Unterkönigshofen zugewiesen. Im Zuge der Gebietsreform in Bayern wurde Weihermühle am 1. Juli 1971 nach Bechhofen eingemeindet.

### Baudenkmal
- Haus Nr. 1: Mühl- und Wohnhaus, zweigeschossiger massiver Satteldachbau, mit Natursteinprofilen, Mitte 19. Jahrhundert, älterer Kern.[10]

### Einwohnerentwicklung
| Jahr      | 1818   | 1840   | 1861   | 1871   | 1885   | 1900   | 1925   | 1950   | 1961   | 1970   | 1987   | 2001   | 2011 | 2017   | 2023  |
| Einwohner | 7      | 7      | 7      | 8      | 9      | 9      | 10     | 10     | 7      | 4      | 7      | 8      | 8    | 9      | 10    |
| Häuser    | 1      | 1      |        |        | 2      | 2      | 1      | 1      | 1      |        | 1      |        |      |        |       |
| Quelle    | [ 12 ] | [ 13 ] | [ 14 ] | [ 15 ] | [ 16 ] | [ 17 ] | [ 18 ] | [ 19 ] | [ 20 ] | [ 21 ] | [ 22 ] | [ 23 ] |      | [ 24 ] | [ 1 ] |

## Religion
Der Ort ist seit der Reformation evangelisch-lutherisch geprägt und bis heute nach St. Maria (Königshofen a.d.Heide) gepfarrt. Die Einwohner römisch-katholischer Konfession sind nach Herz Jesu (Bechhofen) gepfarrt.